# Kim Sun-a
Kim Sun-a (hangul: 김선아; ur. 1 października 1973 w Daegu) – południowokoreańska aktorka.

## Filmografia

### Filmy
| Rok  | Tytuł                                         | Rola                  |
| ---- | --------------------------------------------- | --------------------- |
| 2002 | Yesterday                                     | May                   |
| 2002 | Mongjeong-ki                                  | Yoo-ri                |
| 2003 | Hwangsanbul                                   | żona Gyebaeka (cameo) |
| 2003 | Widaehan yusan                                | Mi-young              |
| 2003 | Happy Ero Christmas                           | Heo Min-kyung         |
| 2004 | S Diary                                       | Na Jin-hee            |
| 2005 | Jambokgeunmu                                  | Chun Jae-in           |
| 2007 | The Worst Guy Ever (kor. 내 생애 최악의 남자) | cameo                 |
| 2008 | Girl Scout                                    | Choi Mi-kyung         |
| 2008 | Sweet Lie (kor. 달콤한 거짓말)                | Sun-a (cameo)         |
| 2010 | Juyuso seubgyuksageun 2                       | ona sama (cameo)      |
| 2011 | Pitch High (kor. 투혼)                        | Oh Yoo-ran            |
| 2013 | The Five                                      | Go Eun-ah             |
| 2016 | Operacja Chromit – Bitwa o Inczon             | Kim Hwa-yeong         |

### Seriale
| Rok  | Tytuł                                            | Rola           | Stacja telewizyjna |
| ---- | ------------------------------------------------ | -------------- | ------------------ |
| 1997 | Bang-ul-i                                        |                | MBC                |
| 1997 | Three Guys and Three Girls                       |                | MBC                |
| 1997 | New York Story                                   |                | SBS                |
| 1997 | White Christmas                                  |                | SBS                |
| 1998 | Winners                                          |                | SBS                |
| 1998 | Love and Success                                 | Lee Mi-ran     | MBC                |
| 1998 | Forever Yours                                    | Hwang Ji-young | MBC                |
| 1998 | MBC Best Theater: "Her Flower Pot No. 1"         | Oh Hyun-ah     | MBC                |
| 1999 | MBC Best Theater: "A Scent of That Winter's Day" | Joo-yeon       | MBC                |
| 1999 | Jump                                             |                | MBC                |
| 1999 | Love Story: "Sunflower"                          |                | SBS                |
| 2000 | Joa, Joa                                         | Woon Jo-ah     | SBS                |
| 2000 | Golden Era                                       | Lee Joo-young  | MBC                |
| 2003 | Pretty Woman                                     | cameo          | MBC                |
| 2005 | Nae ireum-eun Kim Sam-soon                       | Kim Sam-soon   | MBC                |
| 2008 | Bam-imyeon bammada                               | Heo Cho-hee    | MBC                |
| 2009 | City Hall                                        | Shin Mi-rae    | SBS                |
| 2011 | Yeoin-eui hyanggi                                | Lee Yeon-jae   | SBS                |
| 2012 | I Do, I Do                                       | Hwang Ji-an    | MBC                |
| 2013 | Competition of Roses                             | Shen Wei       |                    |
| 2015 | Bongmyeon-geomsa                                 | Yoo Min-hee    | KBS2               |
| 2017 | Pumwiinneun geunyeo                              | Park Bok-ja    | JTBC               |
| 2018 | Kiss meonjeo halkkayo?                           | An Soon-jin    | SBS                |